# The Hydromatics
The Hydromatics är ett rockband med medlemmar från bland annat The Hellacopters och The Solution. Bandet bildades i Michigan, USA av Scott Morgan och Nicke Andersson och släppte 1999 skivan Part Unknown. Skivan spelades in på Yland Studio i Amsterdam i Nederländerna och producerades av bandet själva och Evert Katee.

## Medlemmar

### Nuvarande medlemmar
- Scott Morgan – sång, gitarr, munspel
- Tony Slug – gitarr
- Ries Doms – trummor
- Kent Steedman – gitarr
- Tony Leeuwenburgh – basgitarr

### Tidigare medlemmar
- Nick Royale (Nicke Andersson) – trummor, körsång
- Laurent Ciron – basgitarr
- Andy Frost – trummor
- Theo Brouwer – basgitarr

### Bidragande musiker
- Hectic Horns (Matthijs Willemses, Aldo Groen, Jon Spijker)

## Diskografi

### Studioalbum
- 1999 – Part Unknown
- 2001 – Powerglide
- 2007 – Earth is Shaking

### Livealbum
- 2004 – Live

### EP
- 1997 – Stop Thinkin' and Start Drinkin'

### Singlar
- 1999 – "Dangerous" / "Heaven"